# 아르투르 카브라우
아르투르 멘돈사 카브라우 (Arthur Mendonça Cabral, 1998년 4월 25일 ~ )는 브라질의 축구 선수이며, 보타포구에서 스트라이커로 뛰고 있다. 그는 피오렌티나 소속 시절 제키 암도우니와 공동으로 2022-23년 UEFA 유로파컨퍼런스리그 득점왕에 올랐다.